# Dragpa Tenpa Yarpel
Gyaltsab Rinpoché
Dragpa Gyatso
Dragpa Tenpa Yarpel (tibétain : གྲགས་པ་བསྟན་པ་ཡར་འཕེལ, Wylie : grags pa bstan pa yar 'phel) aussi connu sous le nom de Tenzin Trinley Chökyi Nyima (tibétain : བསྟན་འཛིན་ཕྲིན་ལས་ཆོས་ཀྱི་ཉི་མ, Wylie : bstan 'dzin phrin las chos kyi nyi ma), (15 juillet 1954-) né au Tibet, est un tulkou tibétain. Il est le 12e Gyaltsab Rinpoché, l'un des lama les plus importants de l'école karma-kagyu du bouddhisme tibétain.

## Biographie
Le 12e Gyaltsab Rinpoché, a été identifié par le 16e Karmapa, Rangjung Rigpe Dorje. Ses parents vivaient à Nyimo, près de Lhassa. Peu après son identification en 1959, Gyalsab Rinpoché s'est exilé avec le 16e Karmapa qui le porta sur son dos. Il s'est établi au monastère de Rumtek au Sikkim et a reçu transmissions et initiations. Le père de Gyalsab Rinpoché a souhaité qu'il étudie dans une école moderne. Cependant, Gyaltsabpa a quitté l'école une nuit et a voyagé seul 15 km pour rejoindre Rumtek. Sa dévotion pour le Karmapa et la lignée est inégalée.
Gyalsab Rinpoché a appris le Dharma avec les autres fils de cœur du Karmapa tels que Jamgon Kongtrul Rinpoché et Taï Sitou Rinpoché. Comme la plupart de ses incarnations, il passe sa vie en méditation et prend soin du Monastère du Karmapa. Il réside actuellement au Sikkim et est le régent représentant la lignée là-bas. Il surveille les activités et les fonctions de Rumtek et a ses propres monastères, tels que Ralang, au Sikkim. En 1992, Gyaltsabpa et Taï Sitoupa ont intronisé le 17e Karmapa au Tibet. Le Karmapa s'est depuis lors sauvé en Inde et Gyaltsab Rinpoché aidera à préparer le retour du Karmapa à Rumtek.
Comme Taï Sitou Rinpoché, Gyaltsab Rinpoché est l'un des professeurs principaux du 17e Karmapa et a déjà accordé des transmissions (telles que le Rinchen Terdzo) au 17e Karmapa, Orgyen Trinley Dorje.